# Claude Goudimel

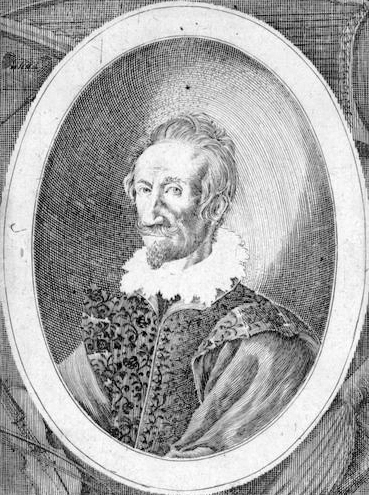
Claude Goudimel

Claude Goudimel (Besançon, omstreeks 1514) - Lyon, eind augustus 1572) was een Frans Renaissancecomponist, muziekuitgever en redacteur. Hij is vooral bekend vanwege zijn successieve edities van de Geneefse psalmen in eenvoudige noot-tegen-noot zettingen (1564, eerste volledige editie). Voordien had hij echter ook al chansons, motetten, missen, odes, en psalmbewerkingen in motetvorm gepubliceerd. Omdat zijn eenvoudige zettingen zo bekend zijn, heeft hij lange tijd - abusievelijk - te boek gestaan als de componist van de Geneefse psalm-melodieën. Zijn sterfdatum is niet bekend, maar valt in de nasleep van de Bartholomeusnacht.

## Leven en werk
Over de eerste levensjaren van Claude Goudimel - zijn familie stamt van Saint-Hyppolyte in het huidige département van de Doubs - is niets bekend. In 1549 is hij student aan de universiteit van Parijs en verschijnen zijn eerste chansons in druk bij Nicholas Du Chemin. In 1551 is hij daar proeflezer, corrector en redacteur; en van 1552-1555 Du Chemin's partner. Ook zijn eigen composities zien daar het licht. Zijn vruchtbaarste jaren waren van 1551 tot 1558, toen hij de meeste van zijn chansons, missen, motetten, psalmen (uitgebreide motetstijl) en odes publiceerde. Vanaf 1557 woont hij in de hugenotenstad Metz, waar hij samen met de dichter en toneelschrijver Louis des Masures werkt aan zijn eerste volledige vierstemmige zetting van het Geneefse psalter (1564). In 1567 moet hij Metz hebben verlaten voor Lyon, waar hij zijn redacteurs- en uitgeverswerkzaamheden voortzet. In 1572 brengt de drukker Jean II de Tournes een uitgave uit van Arcadelts chansons (L'excellence des chansons musicales) voorzien van geestelijke teksten (contrafacten), samengesteld door Goudimel. Volgens de overlevering sterft hij als slachtoffer van de massamoorden die in de nasleep van de Bartholomeusnacht (tussen 28 en 31 augustus) de hugenoten in Lyon decimeerden.

## Psalmen
Goudimel is vooral bekend om zijn toonzettingen van de psalmen. Hoewel de eenvoudige noot-tegen-noot harmonisaties het bekendst zijn, is dit slechts een klein deel van zijn Psalmcomposities. Een overzicht van de verschillende edities met muziek gebaseerd op de Geneefse Psalmen, kan dat duidelijk maken:

#### Psalmuitgaven
- Livre contenant pseaumes de David... mis en musique en long (en forme de mottetz)... à trois, à quatre, & à cinq parties, & aussi à voix pareilles (8 delen), uitgegeven tussen 1551 en 1566, met in totaal 67 psalmzettingen in motetstijl. Alle delen zagen het licht in  Parijs, eerst bij Nicholas Du Chemin, later bij Le Roy & Ballard. In het eerste deel worden de traditionele Geneefse melodieën niet gebruikt. Pas vanaf het derde deel (1557) komen de Geneefse melodieën naar voren, om dan in de latere delen dominant aanwezig te zijn. De eerste vier delen (1551, 1555? (uitgave verloren, herdruk 1559), 1557, 1560 zijn uitsluitend gevuld met Psalmverzen van Clément Marot. Ook diens berijming van de lofzang van Simeon en de Decaloog zijn present. Pas vanaf het vijfde deel (1562) worden ook berijmingen van Théodore de Bezè op muziek gezet.

Naast deze grote reeks die vele jaren omspant heeft Goudimel vanaf 1562 ook zettingen van het Psalter in noot-tegen-noot stijl uitgegeven, waarbij de melodie in de tenor of de sopraan ligt. 
- Pseaumes de David... (Le Roy & Ballard, Parijs, 1562). Alleen het stemboek van de baspartij is bewaard gebleven. Deze uitgave bevat 83 zettingen van het noot-tegen-noot type. Het is gebaseerd op de toen beschikbare Geneefse psalmeditie: Octantetrois Pseaumes (vanaf 1551-1561). Deze uitgave verscheen in vier delen. De harmonisaties zijn niet dezelfde als in de volgende (volledige) editie van het Psalter.
- 150 pseaumes de David... (Le Roy & Ballard, Parijs, 1564/5). Deze uitgave bestaat voornamelijk uit noot-tegen-noot zettingen, maar melodieën die voor meer dan één psalm worden gebruikt, zijn bij hun tweede verschijning uitgebreider getoonzet (met voorbereiding en imitaties,  contrepoint fleuri). De bundel werd in 1565 in Parijs herdrukt met een supplement met daarin de volledige psalmteksten.
- Pseaumes mises en rime françoise... (Jacquy, Genève, 1565). Dit is een gewijzigde herdruk van de editie van Le Roy & Ballard, met toevoeging van teksten in de marge die in veel edities van het Geneefse Psalter te vinden zijn. Ook het voorwoord van Calvijn, en het inleidend gedicht van Bèze zijn hier opgenomen. Duidelijk een editie voor de protestantse psalmliefhebbers. Deze uitgave is een internationale bestseller geworden.
- 150 pseaumes de David ... (Le Roy & Ballard, Parijs, 1568). Dit is weer een nieuwe editie, waarbij de psalmen bewerkt zijn in imitatieve stijl, wel altijd gebaseerd op de Geneefse cantus firmus. Het in 1580 volgt een herdruk door Pierre de Saint André. Goudimel hergebruikt voor deze uitgave enkele imitatieve zettingen uit 1564.

### Algemeen
- Frank Dobbins, Music in Renaissance Lyons. Oxford: Oxford University Press, 1992.
- Laurent Guillo , Les éditions musicales de la Renaissance lyonnaise. Parijs: Klincksieck, 1991.
- François Lesure & Geneviève Thibault, "Bibliographie des éditions musicales de Nicolas Du Chemin (1549–1576", Annales musicologiques 1 (1953), p. 269-373, supplement in deel 4 (1956), p. 251-253 et 6 (1958-1963), p. 403-406.
- François Lesure et Geneviève Thibault, Bibliographie des éditions d'Adrian Le Roy et Robert Ballard (1551-1598). Parijs: 1955. Supplement in Revue de Musicologie 40 (1957) p. 166-172.

### Goudimel
- Laurent Guillo, Jean-Michel Noailly et Pierre Pidoux, « Un recueil parisien de psaumes, de chansons spirituelles et de motets (ca. 1565) : Genève BGE Ms. Mus. 572 », Bulletin de la Société de l’Histoire du Protestantisme Français 158 (2012), p. 199-233.
- Laurent Guillo, « Le Cantique sur la prinse du Havre de Grâce (1563) : une œuvre inconnue de Claude Goudimel ? », Revue de musicologie 102/2, 2016, p. 363-378.
- Emma Herdman, « Louis Des Masures, Claude Goudimel et Jean de Tournes », Bibliothèque d'Humanisme et Renaissance 66/3, 2004, p. 607-616.
- François Lesure, « Claude Goudimel, étudiant, correcteur et éditeur parisien », Musica Disciplina 2 (1948), p. 225-230.
- François Lesure, « Deux "nouveaux" recueils de psaumes en forme de motets de Claude Goudimel », Revue de musicologie n° 54, 1968, p. 99-101.
- Jean-Michel Noailly, Claude Goudimel, Adrian Le Roy et les CL psaumes : Paris, 1562–1567. Thèse de musicologie, Université de Saint-Étienne, 1988.
- Jean-Michel Noailly, « Les harmonisations des psaumes au XVIIe siècle : Claude Goudimel ou Claude Le Jeune ? », Psaume : bulletin de la recherche sur le Psautier huguenot 2 (herfst 1988), p. 42-50.
- Jean-Pierre Ouvrard, « Le sonnet ronsardien en musique : du Supplément de 1552 à 1580 », Revue de Musicologie 74 (1988), p. 149-164.
- Pierre Pidoux, « Notes sur quelques éditions des psaumes de Claude Goudimel », Revue de Musicologie 42 (1958), p. 184-192.
- Édith Weber, « Le style nota contra notam et ses incidences sur le choral luthérien et sur le psautier huguenot », Jahrbuch für Liturgik und Hymnologie 32 (1989), p. 73-93.

- Biblioteca Nacional de España: XX1735235
- Bibliothèque nationale de France: cb138946322 (data)
- Gemeinsame Normdatei: 118696750
- Historisch woordenboek van Zwitserland: 020588
- International Standard Name Identifier: 0000 0001 1952 5382
- Library of Congress Control Number: n83013652
- Nationale Bibliotheek van Letland: 000066016
- MusicBrainz: c1347cd8-d232-44f5-93ea-58334c9553f6
- Nationale Bibliotheek van Tsjechië: mzk2009512010
- Nationale Bibliotheek van Israël: 987007308467405171
- Nederlandse Thesaurus van Auteursnamen: 073747807
- LIBRIS: 368616
- SNAC: w6z043xc
- Système universitaire de documentation: 030002680
- Trove: 1024596
- Virtual International Authority File: 90633859
- WorldCat: E39PBJhX99GThkvDVCGMGqtFrq